# 林鑫濤
林鑫濤（1939年—2006年2月20日），浙江宁波定海县（今舟山市定海区）人，生於上海，中國京劇琴師、作曲家。

## 生平
林鑫濤和愛人楊春霞（京劇、崑曲演員，樣板戲《杜鵑山》領銜主演）都是上海市戲曲學校畢業生，文革後期北京中國京劇院排《杜鵑山》，2人就此從上海調到北京。
林鑫濤的專業是京劇音樂，尤其專長京劇二胡（京二胡）和京劇胡琴（京胡），他長期在上海京劇院工作，參加現代京劇（京劇現代戲）《審椅子》和《龍江頌》的音樂創作。
他的京劇唱腔、京劇音樂設計作品有新編古裝京劇《王昭君》（與張建民合作，1980年，中國京劇院）、《孫臏與龐涓》（台灣）、《巴山秀才》（台灣）、《十五貫》（台灣）、《寶蓮燈》（台灣）、《試妻大劈棺》（台灣）；現代京劇《宋慶齡》（與張建民、賈宇合作，1993年）、《映山紅》（上海京劇院，與金國賢、金樂華合作，2003年）、《仙姑廟傳奇》（台灣）和《李寶春與台北新劇團跨界展演舞與武：京劇的舞韻與武勁》等。
他擔任台灣1996年出版《一夜京戲》京劇唱腔音樂專輯的編曲，並與鍾適芳共同擔任製作人，入圍1997年台灣行政院新聞局第8屆金曲獎。
在台灣的時候，與金國賢合作，給顧正秋操琴，錄製了1套5張音樂光盤《顧唱：顧正秋曲藝精華》，2人擔任琴師和音樂指導，劉大鵬打鼓。
2006年2月20日在上海去世。